# Семеновка (Марі-Турецький район)
Семе́новка (рос. Семёновка, марій. Семеновка) — присілок у складі Марі-Турецького району Марій Ел, Росія. Входить до складу Хлібниковського сільського поселення.

## Населення
Населення — 69 осіб (2010; 85 у 2002).
Національний склад (станом на 2002 рік):
- удмурти — 73 %